# Estadi Alvear y Tagle
L'Estadi Alvear y Tagle fou un estadi de futbol de la ciutat de Buenos Aires, a l'Argentina.
Tenia una capacitat per uns 40.000 espectadors i fou la seu del Club Atlético River Plate, abans de la inauguració de l'Estadi Monumental el 1938.
Va ser inaugurat el 20 de maig de 1923. L'estadi fou seu de les gires americanes de diversos equips europeus com Reial Madrid, FC Barcelona Motherwell F.C., Ferencvárosi TC i Torino. L'any 1937 fou clausurat i demolit.